# Ferdinando Galli-Bibiena

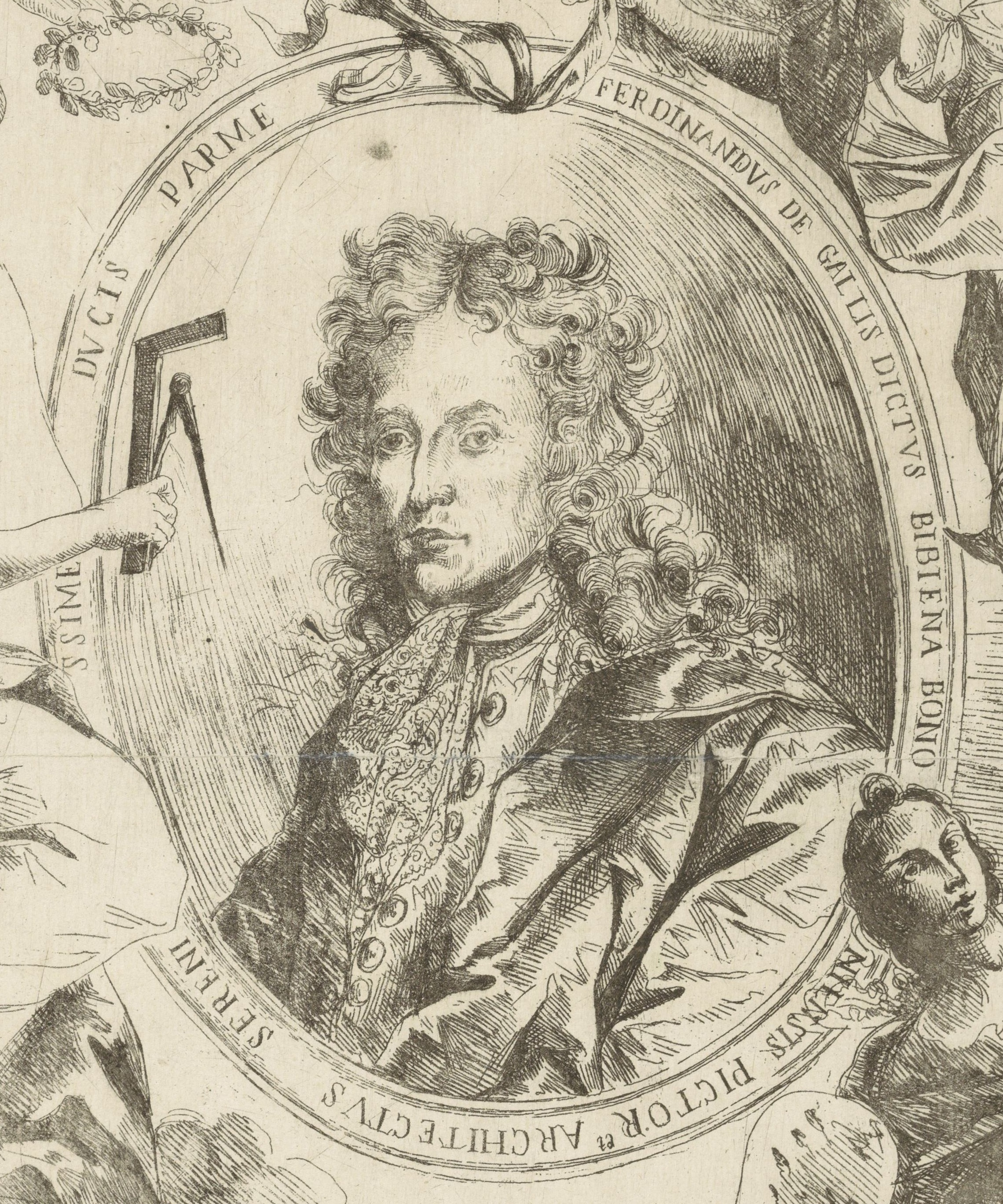
Retrato por Giuseppe Antonio Caccioli, 1707

Ferdinando Galli-Bibiena (18 de agosto de 1657 – 3 de janeiro de 1743), também grafado como Galli da Bibiena ou Bibbiena, foi um arquiteto, cenógrafo e pintor italiano da era barroca.

## Biografia
Bibiena nasceu em 18 de agosto de 1657 em Bolonha. Era filho do pintor Giovanni Maria Galli da Bibiena (1625–1665), e estudou pintura com Carlo Cignani e arquitetura com Giulio Trogli, chamado de il Paradosso. Por recomendação de Cignani, Bibiena entrou para o serviço do duque de Parma e também trabalhou para a dinastia Farnésio em Placência por um período de 30 anos. Sua principal obra nesse período foi o jardim e a vila de Colorno, mas ele também ganhou reputação por seus projetos cênicos e começou a trabalhar com teatro.
Em 1708, Bibiena foi chamado a Barcelona para organizar as decorações das festividades de casamento do futuro imperador Carlos VI. Após sua ascensão, Bibiena viajou a Viena, onde trabalhou em cenografias e decorações para festividades da corte e apresentações de ópera. Em suas decorações para o teatro e festividades, Bibiena substituiu o eixo central (vertical) por um eixo diagonal, introduzindo a perspectiva angular.
Na competição para selecionar o projeto e arquiteto para a construção da Karlskirche, Johann Bernhard Fischer von Erlach foi escolhido em vez de Bibiena. Ele retornou a Bolonha em 1716, onde, em 1717, foi eleito membro da Academia Clementina.
Em 1731, Bibiena construiu o teatro real de Mântua (que foi destruído por um incêndio 50 anos depois, em 1781). Ele produziu vários livros, incluindo:
- L'Architettura civile (1711; "Arquitetura Civil"), posteriormente reeditado sob diversos títulos
- Varie opere di prospettiva (1703–1708; "Diversas Obras de Perspectiva").

Com mais de 86 anos, Bibiena morreu em 3 de janeiro de 1743.

## Família
A família Galli-Bibiena deriva seu nome do sobrenome e local de nascimento de Giovanni Maria Galli (1625–1665), nascido em Bibbiena (Itália), nos arredores de Florença. Giovanni estudou pintura com Francesco Albani e lançou as bases de um estilo artístico continuado por seus descendentes, que se dedicaram à cenografia para o teatro. Por exemplo, o segundo filho de Ferdinando, Antonio, foi muito bem considerado, como seu pai, como pittore scenico ou teatrale, atuando na arte scenografica.
Utilizando o estilo altamente ornamentado da escultura e arquitetura barroca tardia, os membros da família Galli-Bibiena produziram uma série de projetos teatrais e outros desenhos notáveis por seu esplendor intrincado e proporções amplas obtidas pela perspectiva detalhada. Entre seus seguidores estava Francesco Zinani, de Reggio Emilia.
De cerca de 1690 a 1787, oito membros da família Bibiena projetaram e pintaram para muitas cortes da Europa, com cenários intrincados para óperas, casamentos e funerais. Os Habsburgo foram seus mais generosos patronos.